# Phyllophaga chiriquina
Phyllophaga chiriquina är en skalbaggsart som beskrevs av Bates 1888. Phyllophaga chiriquina ingår i släktet Phyllophaga och familjen Melolonthidae. Inga underarter finns listade i Catalogue of Life.